# 木螯寄居蟹属
木螯寄居蟹属（学名：Xylocheles）为门螯寄居蟹科的一个属。

## 下属物种
本属包括以下物种：
- 长眼木螯寄居蟹 Xylocheles macrops (Forest, 1987)
- Xylocheles miersi (Alcock & Anderson, 1899)